# Ryan Lawrie
Ryan Lawrie (Bellshill, 28 de maio de 1996) é um cantor e compositor britânico nascido na Escócia. Ele competiu na  décima terceira temporada da versão britânica do The X Factor, orientado por Nicole Scherzinger.

## Biografia
Nascido em Bellshill e criado em Coatbridge, na Escócia. Lawrie foi criado como fã celta. Lawrie começou sua carreira musical postando covers no YouTube antes assinar com a Tutrax Records. O primeiro single de Ryans, "You're Free", foi lançado em 2013 e subiu para o número 39 no iTunes do Reino Unido. Lawrie juntou-se mais tarde à boyband britânica Exposure, que completou duas turnês no Reino Unido. Lawrie deixou a Exposure para continuar como artista solo.
Em 2016, Lawrie fez um teste para o  The X Factor na frente dos juízes Simon Cowell, Nicole Scherzinger e Louis Walsh. Ele recebeu três sim e progrediu para a fase de boot camp da competição. Ele foi eliminado no boot camp, antes de retornar como parte de uma boyband sem nome. Depois que eles não conseguiram superar o desafio de seis cadeiras, Lawrie foi reintegrado como curinga e ganhou um lugar nos shows ao vivo como parte dos últimos 12 competidores.